# Okkulte Chemie

Sogenannte Uratome

Ersonnene subatomare Strukturen

Okkulte Chemie (Titel der englischsprachigen Originalausgabe: Occult Chemistry) ist ein Buch der britischen Theosophen und Okkultisten Annie Besant und Charles W. Leadbeater. Die Originalausgabe erschien 1908 (nach anderen Angaben 1909) als Nachdruck von Beiträgen aus der Zeitschrift The Theosophist, die deutsche Fassung 1909. In dem Werk beschreiben die Autoren ihr Modell der Materie und insbesondere der Atome. Die Erkenntnisse des Werkes waren den Autoren zufolge auf hellseherische Weise zustande gekommen, die im Vorwort beschrieben wird. Das Buch habe vor allem für die anglo-indische Theosophie Bedeutung. Am Zustandekommen des Buchs war auch Curuppumullage Jinarajadasa beteiligt, der aber, anders als Besant und Leadbeater, nicht beanspruchte, die Atomstruktur „gesehen“ zu haben.

## Inhalt
Dem Werk zufolge besteht Materie aus Uratomen, die in unterschiedlicher Zusammensetzung zum Aufbau der wissenschaftlich bekannten Elemente führen. Die Autoren behaupteten, durch die Weiterentwicklung ihres Sehvermögens, im Wesentlichen des Dritten Auges, diese mikrokosmischen Strukturen wahrgenommen zu haben. Mit entsprechender Schulung könnten dies auch andere Menschen.
Das Buch enthält zahlreiche Zeichnungen über den angeblichen Aufbau der Elemente und ihrer Unterstrukturen. Die dabei angeführten Bausteine der Elemente, die Uratome, stellten formal gesehen trichterförmige sogenannte Energiewandler dar. Die elektrisch-positive Ladung entstünde durch den Durchlauf höherer Energie (auf der Zeichnung von oben nach unten), die zu niedrigerer gewandelt wird, die elektrisch-negative Ladung umgekehrt. Die gezeichneten Spiralen seien nur optische Platzhalter für etwa 14 Milliarden sogenannte Lebensblasen. Um die zunächst sichtbaren Spiralen liefen energetisch im rechten Winkel weitere Spirälchen, um diese wiederum weitere usf. einige Male.

## Rezeption
Bereits 1927 wies die Vossische Zeitung darauf hin, dass die knapp 20 Jahre zuvor in Besants Buch aufgestellten Hypothesen zur Atomstruktur inzwischen experimentell klar widerlegt waren, was der Korrespondent der Zeitung mit einem spöttischen Hinweis auf die damit ihm zufolge ebenfalls klar widerlegten hellseherischen Fähigkeiten Besants verband.
Der Chemie-Professor Michael McBride von der Yale University verwendete Besants Buch und das gesamte Konzept der „Okkulten Chemie“ in einem 1999 online veröffentlichten Essay als Negativbeispiel zur Identifizierung unseriöser, pseudowissenschaftlicher Arbeit. McBride konstatiert, dass die von Besant und Leadbeater aufgestellten, auf „Hellseherei“ gründenden Hypothesen zur Struktur der Atome für einen Studienanfänger auf den ersten Blick auch nicht absurder scheinen als etwa ein 4f-Atomorbital, also ein wissenschaftlich fundiertes Konzept. Dass das Konzept der Atomorbitale das Ergebnis ernsthafter Wissenschaft, die „Okkulte Chemie“ hingegen unseriös und unbrauchbar ist, ergibt sich laut McBride zunächst daraus, dass erstere von zahllosen Forschungsgruppen unabhängig voneinander nachgewiesen worden sind, letztere jedoch nie von jemand anders als Besant und Leadbeater „gesehen“ wurden – selbst von ihrem jahrelangen engsten Mitarbeiter nicht. Zudem erwiesen sich die Vorhersagen der „Okkulten Chemie“ bzgl. noch nicht entdeckter Elemente bzw. Nuklide als weitgehend falsch. Dies wertet McBride als Beispiel dafür, woran man – auch als Studierender – ernsthafte Wissenschaft von Pseudowissenschaft unterscheiden kann: “The ultimate test of an experiment is its repeatability, and that of a theory is its power of prediction” (deutsch: „Der definitive Test für ein Experiment ist seine Wiederholbarkeit, und derjenige für eine Theorie ist ihre Fähigkeit zu Voraussagen“).

## Ausgaben

### Englisch
- Annie Besant, C. W. Leadbeater: Occult chemistry : a series of clairvoyant observations on the chemical elements. Theosophical Publishing Society, Madras 1909, OCLC 810480582 (englisch).
- Annie Besant, C. W. Leadbeater: Occult chemistry : a series of clairvoyant observations on the chemical elements. Revised edition edited by A. P. Sinnett. Theosophical Publishing House, London 1919, OCLC 811583613 (englisch, Digitalisat beim Internet Archive).
- Annie Besant, C. W. Leadbeater: Occult Chemistry : Investigations by Clairvoyant Magnification into the Structure of the Atoms of the Periodic Table and of Some Compounds. Edited by C. Jinarajadasa, M.A. (Cantab.). 3. Auflage. The Theosophical Publishing House, Madras 1951 (englisch, eingeschränkte Vorschau in der Google-Buchsuche).

### Deutsch
- A. Besant, C. W. Leadbeater: Okkulte Chemie – Eine Reihe hellseherischer Beobachtungen über die chemischen Elemente. autorisierte Übersetzung von R. Lange. 2. Auflage. Theosophisches Verlagshaus, Leipzig 1909.
- Annie Besant, Charles Webster Leadbeater: Okkulte Chemie. 3. Auflage. Theosophisches Verlagshaus, Leipzig 1924, OCLC 252456835.

### Andere Sprachen
- Annie Besant, C. W. Leadbeater: Occulte scheikunde : een helderziend onderzoek naar de samenstelling der elementen, en: De ether der ruimte. Theosofische Uitgeversmaatschappij, Amsterdam 1909, OCLC 82275130 (niederländisch).
- Annie Besant, C. W. Leadbeater, A. P. Sinnett, Federico Climent Terrer, Juan Coll y March: Química oculta observaciones clarividentes de los elementos químicos. R. Maynadé, Barcelona 1920, OCLC 431614161 (spanisch).
- Annie Besant, Charles Webster Leadbeater: La chimie occulte : série d’observations faites sur les éléments chimiques au moyen de la clairvoyance. übersetzt von René Allendy. Adyar, Paris 2004, ISBN 978-2-85000-238-0 (französisch).
- Annie Besant, C. W. Leadbeater: Chimica occulta. Anguana, Sossano 2018, ISBN 978-88-97621-85-0 (italienisch).
- Annie Besant, C. W. Leadbeater, Curuppumullage Jinarajadasa, Marek Czekański: Chemia okultystyczna : badania struktury atomów pierwiastków układu okresowego i niektórych. Instytut Rozekruis Pers, Wieluń 2019, ISBN 978-83-61205-97-5 (polnisch).